# Санта-Марія-да-Віторія (мікрорегіон)
Санта-Марія-да-Віторія (порт. Microrregião de Santa Maria da Vitória) — мікрорегион в Бразилії, входить в штат Баїя. Складова частина мезорегіону Крайній захід штату Баїя. Населення становить 180 826 чоловік на 2005 рік. Займає площу 41 027.072 км². Густота населення — 4.4 чол./км².

## Склад мікрорегіону
До складу мікрорегіона включені наступні муніципалітети:
1. Канаполис
2. Кокус
3. Кориби
4. Коррентина
5. Жаборанди
6. Санта-Мария-да-Витория
7. Сантана
8. Серра-Дорада
9. Сан-Фелис-ду-Кориби

| Бразилія | Це незавершена стаття з географії Бразилії. Ви можете допомогти проєкту, виправивши або дописавши її. |